# Villemdrillem
Villemdrillem, pseudonimo di Villem Reimann (15 ottobre 2000), è un rapper estone.

## Biografia
Ha intrapreso la carriera musicale nel 2018, realizzando e rendendo disponibile musica su SoundCloud. È salito al grande pubblico l'anno successivo grazie al singolo MT, che è divenuto il primo ingresso dell'artista nella Eesti Tipp-40. Anche la collaborazione con gli Okeiokei Anna Veel ha riscosso successo a livello nazionale, esordendo nella top forty della hit parade estone. Ha successivamente inciso con i 5miinust la hit Paaristõuked, che si è posta in vetta alla graduatoria nazionale, dove è rimasta per 36 settimane, fino alla cessazione della classifica avvenuta a settembre 2020. Nel medesimo anno ha firmato un contratto con la divisione baltica della Universal, attraverso la quale è stato messo in commercio il primo album in studio del rapper VD, candidato agli Eesti Muusikaauhinnad, il principale riconoscimento musicale dell'Estonia, nella categoria di artista hip hop/rap/R&B dell'anno. Sempre nel 2020 sono usciti i singoli Sumsum e Niiea, che si sono collocati rispettivamente alla 12ª e alla 2ª posizione della Eesti Tipp-40.
Nel novembre 2023 viene pubblicato il secondo LP Väljateenitud, candidato come album dell'anno e premiato come artista hip hop/R&B dell'anno agli EMA.
Il 31 ottobre dell'anno successivo è stato presentato l'EP d'esordio 11, sufficiente da rendere Villemdrillem uno dei tre candidati per l'EMA all'artista hip hop/R&B dell'anno. Allo stesso tempo, ha avviato una collaborazione con la sede baltica di McDonald's per la realizzazione di un pasto a lui dedicato, reso disponibile per l'acquisto nei ristoranti estoni.

## Discografia

### Album in studio
- 2021 – VD
- 2023 – Väljateenitud

### EP
- 2024 – 11

### Singoli
- 2018 – Mäng
- 2018 – Fanta
- 2019 – Tinderella (feat. Pluuto)
- 2019 – Maeivastaks
- 2019 – MT
- 2019 – Sipsik
- 2019 – Paaristõuked (con i 5miinust)
- 2020 – Sumsum
- 2020 – Niiea (con Elina Born)
- 2020 – Soolane värska (con Gameboy Tetris)
- 2021 – Drill(em) (feat. Boipepperoni)
- 2021 – Tundnud nii (feat. Heleza)
- 2021 – Uus biisi (feat. Alina Burnet & Hussa)
- 2022 – Vanad vigurid
- 2022 – Veelparem (con Elina Born)
- 2022 – Romeo (con Olivar)
- 2023 – Kinnisilmi
- 2023 – Leekiv armastus
- 2023 – Kannatust
- 2023 – Üksinda (con Karl Killing)
- 2024 – Kuruta
- 2024 – Mis minuga saab? (con Alika)
- 2024 – Midagi head (con Maris Pihlap)
- 2024 – Klepto
- 2025 – Oliver

### Collaborazioni
- 2019 – Anna Veel (Okeiokei feat. Villemdrillem)
- 2023 – Hoia end (Karl Killing feat. Villemdrillem)